# Mirusavis
Mirusavis is een geslacht van uitgestorven vogels uit het Vroeg-Krijt van de huidige Volksrepubliek China, behorende tot de Enantiornithes. De enige benoemde soort is Mirusavis parvus.

## Vondst en naamgeving
Het Institute of Vertebrate Paleontology and Paleoanthropology verwierf een skelet van een kleine vogel, gevonden bij Sihedang in Liaoning. Het werd geprepareerd door Li Yan.
In 2019 werd de typesoort Mirusavis parvus benoemd en beschreven door Wang Min, Jingmai Kathleen O’Connor, Alida M. Bailleul en Li Zhiheng. De geslachtsnaam verbindt het Latijn mirus, hier in de betekenis van 'onverwachts', met avis, 'vogel', een verwijzing naar de verrassende botstructuur en het toeval dat een wijfje gefossiliseerd werd net tijdens de leg. De soortaanduiding betekent 'de kleine' in het Latijn en verwijst naar de lichaamsomvang.
Het holotype IVPP V18692 is gevonden in een laag van de Yixianformatie die dateert uit het Aptien. Het bestaat uit een gedeeltelijk skelet zonder schedel, platgedrukt op een enkele plaat. Bewaard zijn gebleven: de meeste halswervels, de schoudergordel, de rechtervleugel en van de rechterachterpoot het dijbeen en het bovenste onderbeen. Het skelet ligt grotendeels in verband. Er zijn geen resten van het verenkleed te zien. Het betreft een jongvolwassen exemplaar.

## Beschrijving

### Grootte en onderscheidende kenmerken
Mirusavis is een vrij kleine vogel met een spanwijdte van ongeveer vijfentwintig centimeter. Het lichaamsgewicht werd geschat op zestien gram.
De beschrijvers stelden een unieke combinatie van op zich niet unieke kenmerken vast. Het borstbeen heeft uitsteeksels aan de voorste buitenzijde. Bij het borstbeen zijn de middelste of tussenliggende uitsteeksels van de achterrand langwerpig en schuin naar achteren en bezijden gericht. Bij de ellepijp zijn zowel een tuberculum bicipitale als de processus olecrani goed ontwikkeld. De bovenste hoek van het bovenvlak van de ellepijp is bol. Ook het spaakbeen heeft een tuberculum bicipitale. De zijde van het spaakbeen die naar de ellepijp gericht is, is glad. De klauw van de tweede vinger is groter dan die van de eerste vinger.

### Skelet
De halswervels zijn niet gekield en missen uitsteeksels voor de geleiding van de halsslagaders. Ze hebben geen zadelgewrichten maar zijn amficoel.
Het vorkbeen is Y-vormig waarbij de takken aan hoek van 50 graden met elkaar maken. Het hypocleidium, de voorste punt, is overdwars afgeplat en heeft ongeveer een derde van de lengte van een tak, wat matig lang is. Het schouderblad heeft een platte binnenzijde. Bij het fossiel is mooi te zien dat het borstbeen in een groeve in het ravenbeksbeen lag en beide groeven een grote onderlinge tussenruimte hadden. Op de hoek van de voorrand en zijrand van het borstbeen steekt een punt uit, net als bij Concornis en Shangyang. Het buitenste uitsteeksel van de achterrand is langwerpig, steekt recht naar achteren en eindigt in een asymmetrische driehoekige verbreding, als bij Shangyang en Pterygornis. Een verschil is wel dat de schacht nogal dun is. Het tussenliggende uitsteeksel daarnaast is recht en steekt vrijwel haaks naar achteren, slechts iets naar bezijden gekeerd en eindigend in een punt. Bij verwanten staat dit typisch veel schuin en heeft een verbreed driehoekig uiteinde.
Op het opperarmbeen vormt de crista bicipitalis een duidelijke bolling. Verder de schacht op ligt aan de onderzijde een putje dat zich bij de meeste verwanten meer richting schoudergewricht bevindt. De deltopectorale kam beslaat meer een kwart van de schachtlengte, in plaats van een derde. Het verbrede uiteinde maakt een scherpere hoek met de onderzijde dan gebruikelijk: 55 graden terwijl waarden tussen de 68 en 73 graden normaal zijn. De ellepijp is robuust, bijna even breed en langer dan het opperarmbeen. De processus olecrani het uitsteeksel waarmee de onderarm gestrekt werd is opvallend sterker ontwikkeld dan bij andere Enantiornithes. De zijden van de bovenste verbreding zijn plat en lopen geleidelijk in elkaar over, terwijl er bij verwanten meestal een scheidende groeve of richel is. De ellepijp heeft dicht bij de elleboog een tuberculum bicipitale, een bult voor de aanhechting van de pees van de musculus biceps brachii. De bult bevindt zich aan de zijde van de tussenruimte met het spaakbeen. Iets verder de schacht op ligt een ondiepe gleuf voor de aanhechting van de musculus brachialis, welke uitholling helemaal ontbreekt bij andere Enantiornithes uit het Onder-Krijt, met uitzondering van Zhouornis. Ook het spaakbeen heeft een tuberculum bicipitale maar het is beter ontwikkeld dan de tegenhanger op de ellepijp. De tussenruimte heeft hier geen lengtegroeve, een afgeleid kenmerk.
Pols en middenhand zijn versmolten tot een carpometacarpus, zoals gebruikelijk. Het derde middenhandsbeen is van voor naar achter afgeplat en kromt onder de onderzijde van het kortere tweede middenhand. De hand is relatief lang. Van de derde vinger is maar één kootje bewaard. Dat de tweede klauw groter is dan de eerste, zou een uitzondering zijn onder de Enantiornithes. Overigens is de punt van de tweede klauw niet bewaard maar de basis ervan lijkt robuuster dan die van de eerste klauw.
Bij het dijbeen heeft de binnenste onderste gewrichtsknobbel een groeve aan de voorste binnenzijde. Op het scheenbeen is de crista cnemialis kort, alverdwijnend voor de crista fibularis begint. Een tweede cnemiale kam aan de buitenzijde ontbreekt. Van het bovenvlak ligt de binnenrand hoger dan de buitenrand, net als bij de Argentijnse Soroavisaurus. De crista fibularis is smal en bedekt het middelste derde deel van de schacht. Van het kuitbeen is het bovenvlak plat in plaats van bol.

## Fylogenie
Mirusavis werd in de Enantiornithes geplaatst. Een kladistische analyse vond haar als zustersoort van Shangyang.

## Botstructuur
Theropoda leggen eieren met een harde schaal. Dat vergt veel calcium en fosfaat. Omdat ze vrij holle beenderen hebben, zou het een te grote belasting van het skelet vormen als het calcium daaraan onttrokken werd. Daarom leggen de wijfjes voorafgaande aan de leg in de holten een buffer van medullair bot aan. Zulk bot wordt aangemaakt door moderne vogels maar is ook aangetroffen in het scheenbeen en dijbeen van, kennelijk vrouwelijke, exemplaren van Tyrannosaurus rex.
Het holotype van Mirusavis is uitzonderlijk doordat in 92 procent van de bewaarde skeletelementen medullair bot aanwezig is, waaronder zelfs het opperarmbeen, ribben en de halswervels, botten waarin de meeste nog levende vogels zulk beenweefsel niet afzetten. Dergelijk hoge percentages zijn alleen aantroffen bij de huidige zangvogels. Volgens Bailleul werken pneumatisering en medullair bot elkaar tegen en zouden de elementen met het mergbot dus niet van echte luchtholten voorzien zijn. Ze veronderstelde dat het percentage medullair bot in de loop van de evolutie afnam en Mirusavis dus een fase vertegenwoordigt waarin de aanmaak van dit type bot piekte. Ze schatte dat het ei een vijfde van de lichaamsmassa van Mirusavis had.
Het holotype was nog niet volgroeid. Dat zou wijzen op een wat langzamere groei dan bij huidige vogels en het bereiken van geslachtsrijpheid nog voordat de maximale grootte bereikt was.